# Cecoslovacchia ai Giochi della XVII Olimpiade
La Cecoslovacchia partecipò ai Giochi della XVII Olimpiade che si sono svolti a Roma dal 25 agosto all'11 settembre 1960, con una delegazione di 116 atleti impegnati in tredici discipline per un totale di 75 competizioni. Portabandiera alla cerimonia di apertura fu il lottatore Jiří Kormaník, alla sua prima Olimpiade.
In questa edizione dei Giochi la squadra cecoslovacca conquistò otto medaglie: tre d'oro, due d'argento e tre di bronzo, che valsero il decimo posto nel medagliere complessivo.

## Medagliere

### Per discipline
| Sport              | Oro | Argento | Bronzo | Totale |
| ------------------ | --- | ------- | ------ | ------ |
| Ginnastica         | 1   | 1       | 0      | 2      |
| Canottaggio        | 1   | 0       | 1      | 2      |
| Pugilato           | 1   | 0       | 1      | 2      |
| Atletica leggera   | 0   | 1       | 0      | 1      |
| Lotta greco-romana | 0   | 0       | 1      | 1      |
| Totale             | 3   | 2       | 3      | 8      |

### Medaglie
| Medaglia | Atleta | Sport              | Evento                           |
| -------- | --- | ------------------ | -------------------------------- |
| Oro      | Václav Kozák Pavel Schmidt | Canottaggio        | Due di coppia maschile           |
| Oro      | Eva Bosáková | Ginnastica         | Trave                            |
| Oro      | Bohumil Němeček | Pugilato           | Pesi superleggeri                |
| Argento  | Dana Zátopková | Atletica leggera   | Lancio del giavellotto femminile |
| Argento  | Věra Čáslavská Eva Bosáková Ludmila Švédová Adolfína Tkačíková Matylda Matoušková Hana Růžičková                                  | Ginnastica         | Concorso a squadre femminile     |
| Bronzo   | Bohumil Janoušek Jan Jindra Jiří Lundák Stanislav Lusk Václav Pavkovič Luděk Pojezný Jan Švéda Josef Věntus Tim. Miroslav Koníček | Canottaggio        | Otto maschile                    |
| Bronzo   | Bohumil Kubát | Lotta greco-romana | Pesi massimi                     |
| Bronzo   | Josef Němec | Pugilato           | Pesi massimi                     |

## Risultati

### Pallacanestro
| Atleta | Classifica |
| --- | ---------- |
| V · D · M Nazionale cecoslovacca - Pallacanestro ai Giochi della XVII Olimpiade 3 Tetiva · 4 Kinský · 5 Bobrovský · 6 B. Lukášik · 7 D. Lukášik · 8 Konvička · 9 Konečný · 10 Rylich · 11 Baumruk · 12 Pištělák · 13 Šťastný · 14 Tomášek · All. Ivan Mrázek | 5°         |
| Nazionale cecoslovacca - Pallacanestro ai Giochi della XVII Olimpiade |            |
| 3 Tetiva · 4 Kinský · 5 Bobrovský · 6 B. Lukášik · 7 D. Lukášik · 8 Konvička · 9 Konečný · 10 Rylich · 11 Baumruk · 12 Pištělák · 13 Šťastný · 14 Tomášek · All. Ivan Mrázek                                                                                 |            |